# Maltézský dvůr v Březiněvsi
Maltézský dvůr v Březiněvsi v Praze je bývalý hospodářský dvůr, který stojí v centru obce při hlavní silnici vedoucí z Prahy do Mělníka, na rohu ulic Na Hlavní a U parku, poblíž úřadu Městské části Praha-Březiněves, postaveném na bývalé březiněveské návsi.

## Historie
Johanitům patřil březiněveský dvůr od roku 1461, kdy jej od Heřmana Sirotka koupil vratislavský biskup Jošt II. z Rožmberka, velkopřevor řádu johanitů. Od roku 1620 byl dvůr řečený „Rejtorský“ v necírkevních rukou, vlastnil jej Mikuláš Kekula, rytíř ze Stradonic, od roku 1634 Albrecht z Valdštejna a po jeho smrti Vilém Vratislav z Mitrovic. V roce 1691 byla Březiněves vrácena původním vlastníkům, Řádu johanitů, později nazývanému Řád maltézských rytířů.

## Popis
Dvůr měl č.p. 1 a náležely k němu i nemovitosti čp. 2, čp. 3, čp. 4, čp. 8, čp. 9 a čp. 10, dva rybníky zvané U revidentu a Sedláků, ovocné zahrady Za dvorem, Srchová a Za poustkami a park. Celková výměra dvora byla přes 200 hektarů, orné půdy a zahrad přes 1 hektar, pastvin 14 hektarů, rybníků 44 arů a zastavěné plochy přes 1 hektar. Roku 1788 byla třetina polí dvora rozprodána.
Rohová jednopatrová budova stojící od návsi k silnici je postavená z bílého kamene. Zdivo má 1 metr silné a stropy klenuté kamenem. V přízemí byl chlév a v poschodí prostorné byty pro nájemce; Maltézský řád zde nehospodařil, ale pronajímal jej. Dvůr uzavíraly hospodářské kůlny a stáj a vedly do něj jedny vrata z návsi a druhé ze silnice. Na rohu pod římsou proti jižní straně byly sluneční hodiny. Malá věžička na střeše měla křížek a zvon, kterým se zvonilo z chodby. Zvon vážil 25 kg a zdobil jej odlitý obrázek svatého Josefa, který drží na rukou Ježíška, a latinský nápis S. Joseph (Svatý Josef). U vchodu ze silnice byla v chodbě malá komůrka, do které se zavírali lidé odepírající robotu a ti, kteří se bouřili proti pánům.
V roce 1923 měl být dvůr podle Zákona o pozemkové reformě rozparcelován. Řád Maltézských rytířů dal Státnímu pozemkovému úřadu v Praze za březiněveský statek svůj majetek v Motole a parcelace pozemků březiněveského dvora se prováděla se souhlasem Řádu.